# Штокало Іван Ігорович
Іва́н І́горович Штокало — старший солдат окремого загону спеціального призначення НГУ «Азов» Національної гвардії України, учасник російсько-української війни, що загинув у ході російського вторгнення в Україну в 2022 році.

## Життєпис
Іван Штокало народився 3 липня 1993 року в селищі Поморяни Золочівського району на Львівщині. Після закінчення загальноосвітньої школи навчався у Львівському національному медичному університеті імені Данила Галицького. Під час навчання у ЗВО в грудні 2014 року долучився до полку «Азов». Обійняв посаду військового медика, ніс військову службу в зоні АТО на Донбасі. З початком повномасштабного російського вторгнення в Україну разом з азовцями перебував на передовій. Загинув Іван Штокало 20 квітня 2022 року в Маріуполі, у медичній машині під час перевезення поранених бійців на «Азовсталь». Його вбила куля російського снайпера. У той час він намагався врятувати життя пораненого бійця. Чин прощання відбувся 16 травня 2022 року в церкві Пресвятої Трійці в рідному селищі, однак тіло загиблого перебуває в Маріуполі. Зазвичай, останки українських воїнів хоронять на цвинтарі у селищі Старий Крим.
10 березня 2023 нагороди вручили родині Івана 

## Нагороди
- Орден «За мужність» II ступеня (2022, посмертно) — за особисту мужність і самовіддані дії, виявлені у захисті державного суверенітету та територіальної цілісності України, вірність військовій присязі[6]
- Орден «За мужність» III ступеня (2022) — за особисту мужність і самовіддані дії, виявлені у захисті державного суверенітету та територіальної цілісності України, вірність військовій присязі, зразкове виконання службового обов'язку